# ایان مک‌شین
ایان مک‌شین(انگلیسی: Ian McShane؛ زاده ۲۹ سپتامبر ۱۹۴۲) یک بازیگر، تهیه‌کننده و کارگردان اهل بریتانیا است. وی از سال ۱۹۶۲ میلادی تاکنون مشغول فعالیت بوده‌است.
مک‌شین برای سریال اصلی ددوود برنده جایزه گلدن گلوب بهترین بازیگر مرد – سریال تلویزیونی درام شد و نامزد دریافت جایزه امی برای بهترین بازیگر نقش اول مرد در یک سریال درام شد. برای این فیلم، او (به عنوان تهیه‌کننده) نامزد جایزه امی ساعات پربیننده فیلم تلویزیونی برجسته شد.

## زندگی خصوصی
مک شین در دهه ۱۹۶۰ با سوزان فارمر ازدواج کرد و از او جدا شد. سپس با مدل روث پست ازدواج کرد که با او صاحب دو فرزند به نام‌های کیت و مورگان شد. در سال ۱۹۷۷، پس از ملاقات با سیلویا کریستل در مجموعه فیلم پنجمین تفنگدار، رابطه‌ای را با سیلویا کریستل آغاز کرد. در ۳۰ اوت ۱۹۸۰، مک شین با گوئن هامبل ازدواج کرد. آنها در ونیز، کالیفرنیا زندگی می‌کنند. مک شین از طریق دخترش کیت، سه نوه دارد. همچنین او از باشگاه فوتبال منچستر یونایتد حمایت می‌کند.

## بخشی از فیلم‌شناسی
| سال  | عنوان                                        | نقش                    |
| ---- | -------------------------------------------- | ---------------------- |
| ۱۹۶۹ | نبرد بریتانیا                                | گروهبان خلبان اندی مور |
| ۱۹۷۱ | کارمزدی                                      | میچ                    |
| ۱۹۷۳ | آخرین شیلا                                   |                        |
| ۱۹۷۴ | خون‌بها                                       | ری پتری                |
| ۱۹۷۹ | سرقت بزرگ بانک ریویرا                        | برین                   |
| ۱۹۸۳ | بی‌پناه                                       | آقای میلر              |
| ۱۹۸۳ | آزمون سخت برای اثبات بی‌گناهی                 |                        |
| ۲۰۰۰ | جانور سکسی                                   | تدی باس                |
| ۲۰۰۲ | ملکه بالیوود                                 |                        |
| ۲۰۰۳ | مأمور کودی بنکس                              | دکتر برینکمن           |
| ۲۰۰۵ | ۹ زندگی                                      | لری                    |
| ۲۰۰۶ | اسکوپ                                        | جو استرومبل            |
| ۲۰۰۶ | ما مارشال هستیم                              |                        |
| ۲۰۰۷ | شرک ۳                                        | کاپیتان هوک            |
| ۲۰۰۷ | قطب‌نمای طلایی                                | مری مالون              |
| ۲۰۰۸ | پاندای کونگ‌فوکار                             | تای لانگ               |
| ۲۰۰۸ | مسابقه مرگ                                   | مربی                   |
| ۲۰۰۹ | کورالاین                                     | آقای بوبینسکی          |
| ۲۰۰۹ | پرونده ۳۹                                    | کارآگاه مایک بارون     |
| ۲۰۰۹ | سینه ۴۴ اینچی                                |                        |
| ۲۰۱۰ | شاگرد جادوگر                                 | راوی                   |
| ۲۰۱۱ | دزدان دریایی کارائیب: سوار بر امواج ناشناخته | ریش سیاه               |
| ۲۰۱۲ | سفیدبرفی و شکارچی                            | بیفت                   |
| ۲۰۱۳ | جک غول‌کش                                     | شاه برهمول             |
| ۲۰۱۴ | هرکول                                        | آمفیاروس               |
| ۲۰۱۴ | جان ویک                                      | اسکات وینستون          |
| ۲۰۱۴ | بازی تاج‌وتخت (فصل ۶)                         |                        |
| ۲۰۱۶ | گریمسبای                                     |                        |
| ۲۰۱۷ | جان ویک ۲                                    | اسکات وینستون          |
| ۲۰۱۷ | فک                                           | جو پدگت                |
| ۲۰۱۷ | پاترزویل                                     | بارت                   |
| ۲۰۱۸ | افسانه جادوگر                                | صدای گرامپ             |
| ۲۰۱۹ | پسر جهنمی                                    | ترور بروتنهولم         |
| ۲۰۱۹ | بولدن                                        | قاضی لئاندر پری        |
| ۲۰۱۹ | جان ویک: بخش ۳                               | اسکات وینستون          |
| ۲۰۲۳ | جان ویک: بخش ۴                               | اسکات وینستون          |
| ۲۰۲۴ | ستاره آمریکایی                               | ویلسون                 |
| ۲۰۲۴ | پاندای کونگ فوکار ۴                          | تای لانگ               |
| ۲۰۲۵ | پوشش عمیق                                    |                        |
| ۲۰۲۵ | بالرین                                       | اسکات وینستون          |